# جوزيف دادلي
كان جوزيف دادلي (بالإنجليزية: Joseph Dudley) مسئولًا استعماريًا إنجليزيًا، وُلد في 23 سبتمبر عام 1647 في روكسبوري بماساتشوستس، وكان ابن أحد مُؤسسيها. كان له دورًا قياديًا في إدارة دومينيون نيو إنجلاند فيما بين 1686 و1689، وأُطيح به في ثورة بوسطن عام 1689، وخدم لفترة وجيزة في مجلس مقاطعة نيويورك. وفي نيويورك، أشرف على المُحاكمة التي أدانت جاكوب لايزلر، زعيم حركة تمرد لايزلر. ثم قضى ثمانٍ سنوات في إنجلترا في تسعينات القرن التاسع عشر كحاكم جزيرة وايت، بما في ذلك سنة واحدة كعضو في البرلمان عن نيوتاون (جزيرة وايت). وفي عام 1702، عاد إلى نيو إنجلاند بعد تعيينه حاكمًا لمقاطعات خليج ماساشوستس ونيوهامبشاير، التي شغلها حتى عام 1715. وتُوفي في 2 أبريل عام 1720.